# Висконти, Элизеу
Элизеу д’Анжелу Висконти (итал. Eliseo d'Angelo Visconti; 30 июля 1866, Джиффони-Валле-Пьяна — 15 октября 1944, Рио-де-Жанейро) — бразильский живописец и график итальянского происхождения. Считается одним из немногих импрессионистов Бразилии.

## Галерея

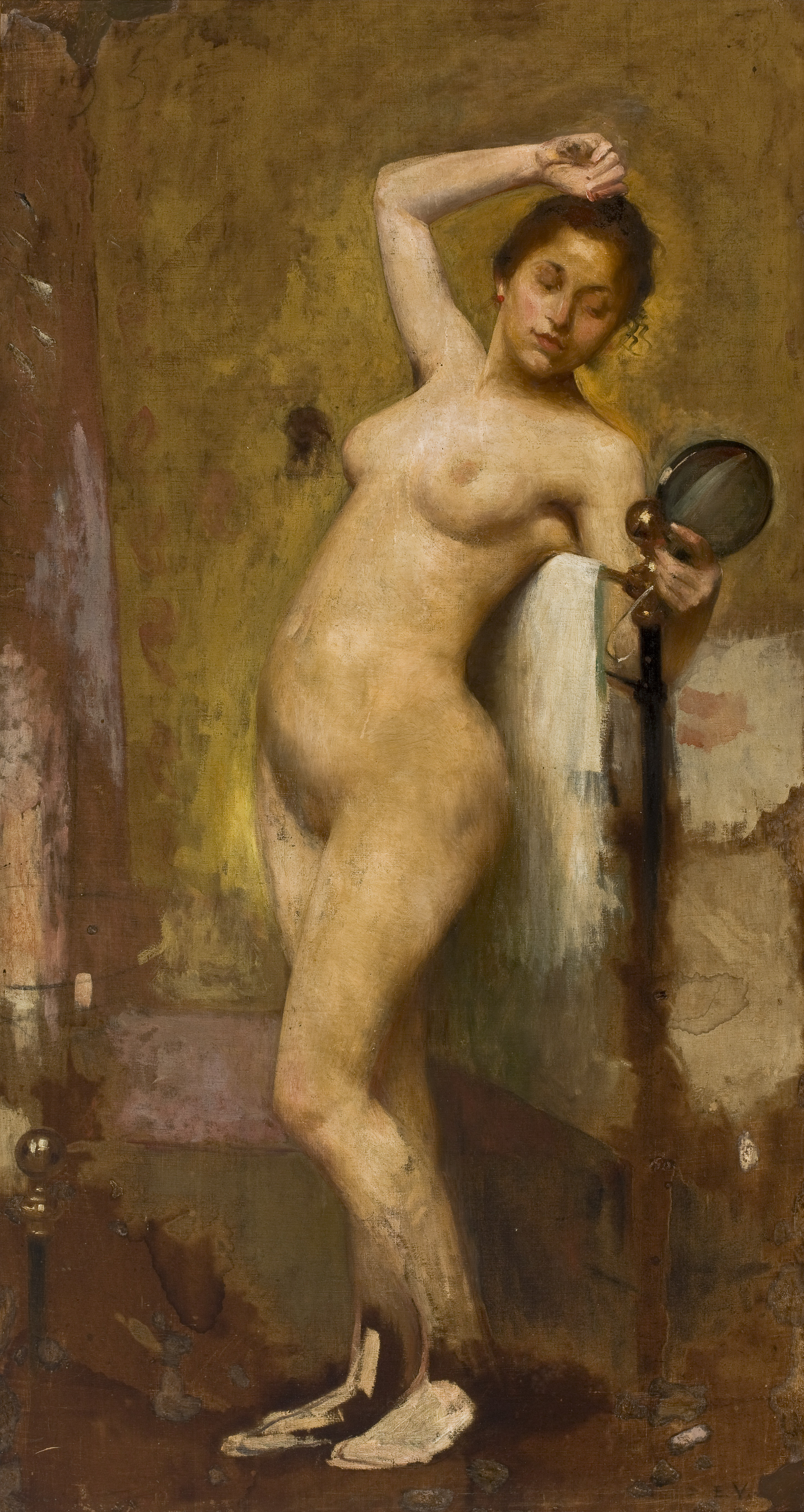
«Nu», 1895 г.
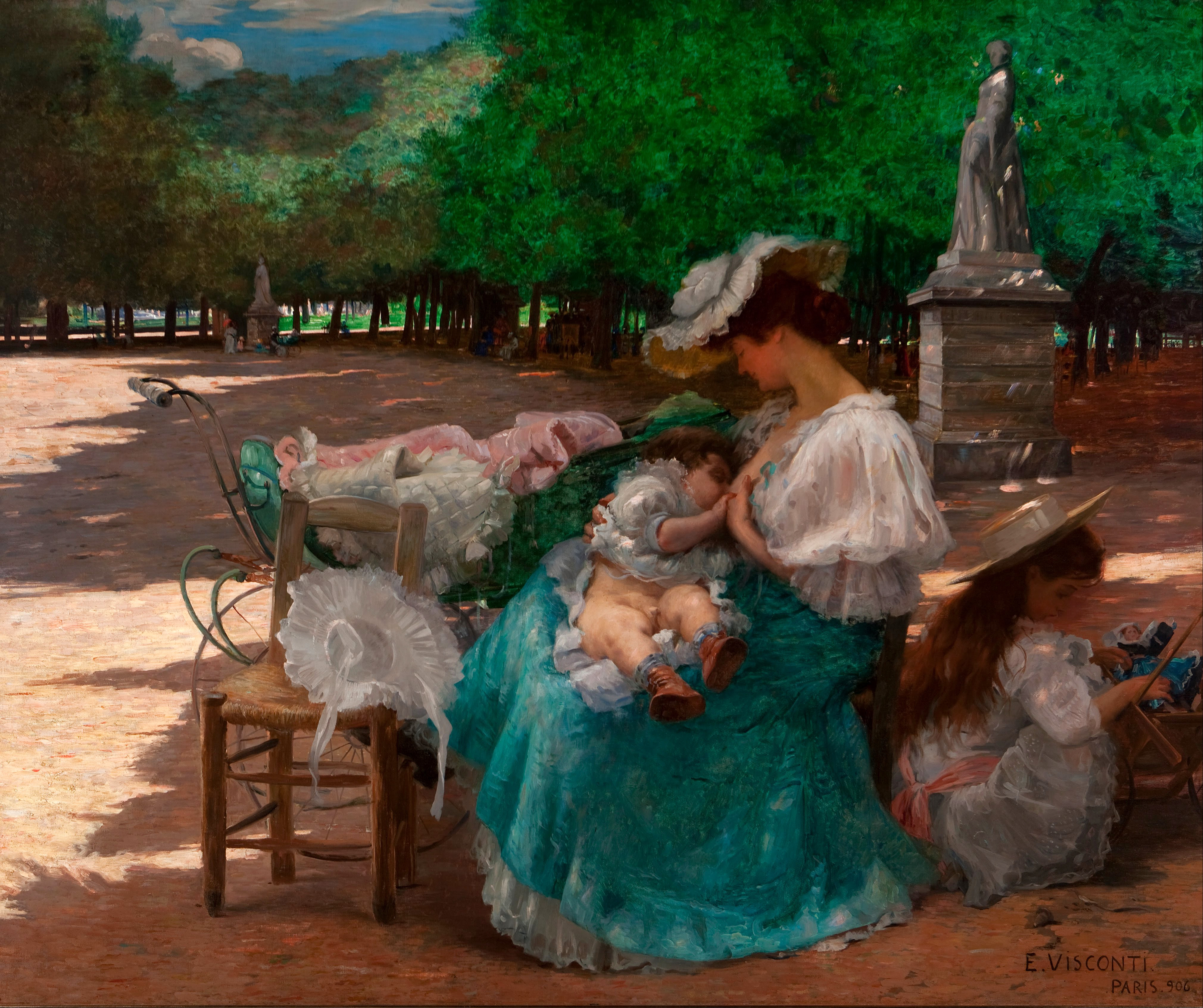
«Maternidade», 1906 г.
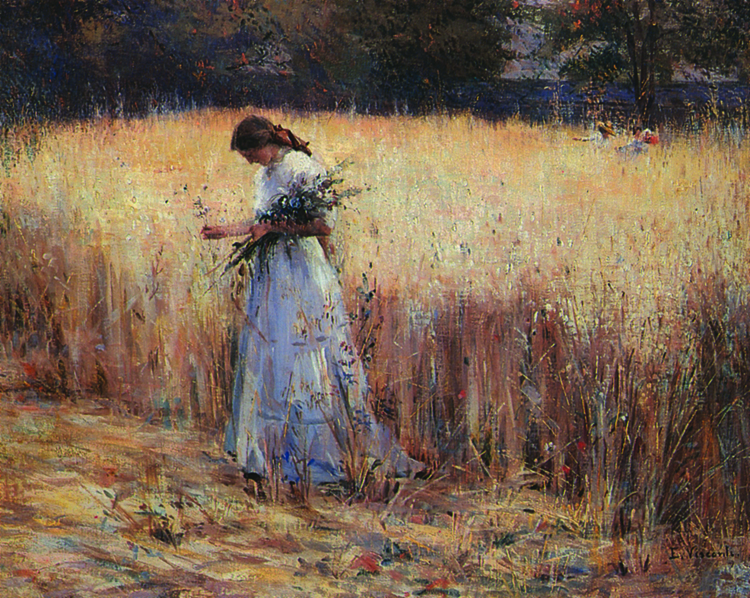
«Moça no Trigal», 1916 г.
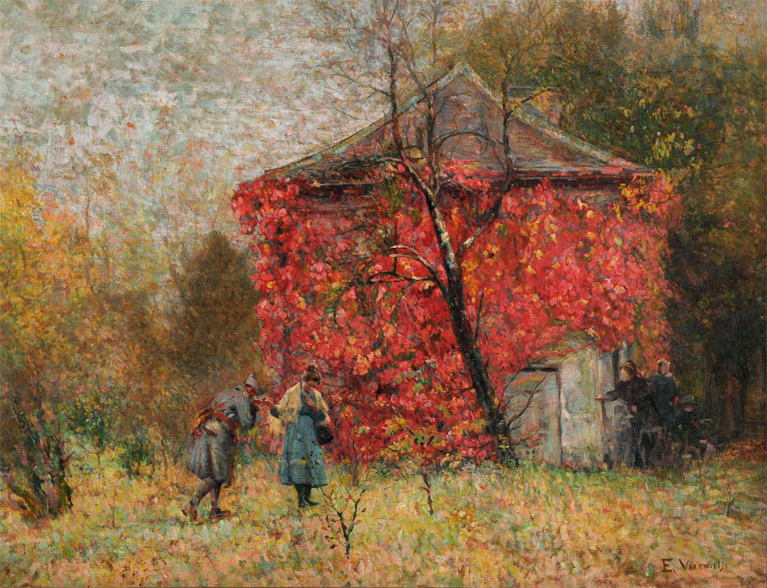
«Volta às Trincheiras», 1917 г.
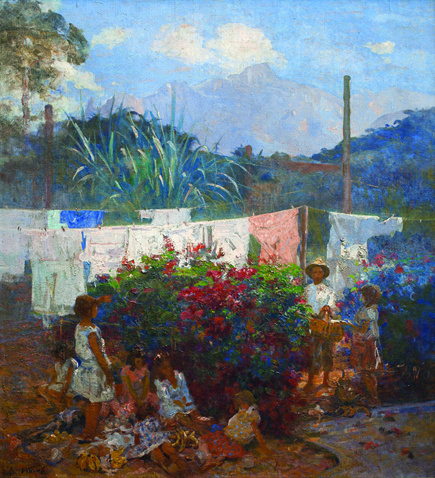
«O Batismo da Boneca», 1933 г.